# هيرويوكي تانيجوتشي
هيرويوكي تانيجوتشي (谷口 博之) (ولد 27 يونيو 1985) هو لاعب كرة قدم ياباني، شارك في دورة الألعاب الاولمبية الصيفية عام 2008 في بكين، الصين.

## روابط خارجية
1. ↑  "Hiroyuki Taniguchi Biography and Statistics". Sports Reference. مؤرشف من الأصل في 2018-06-29. اطلع عليه بتاريخ 2009-07-25.

- هيرويوكي تانيجوتشي على موقع الاتحاد الدولي (مؤرشف)  (الإنجليزية)
- هيرويوكي تانيجوتشي على موقع رابطة كرة القدم اليابانية للمحترفين (اليابانية)
- هيرويوكي تانيجوتشي على موقع قاعدة بيانات كرة القدم.إي يو (الإنجليزية)
- هيرويوكي تانيجوتشي على موقع Soccerway.com (الإنجليزية)
- هيرويوكي تانيجوتشي على موقع عالم كرة القدم.نت (الإنجليزية)
- هيرويوكي تانيجوتشي على موقع اللجنة الأولمبية الدولية (الإنجليزية)
- هيرويوكي تانيجوتشي على موقع أوليمبيديا (الإنجليزية)
- FIFA Player Statistics